# Oecomys rex
Oecomys rex és una espècie de mamífer rosegador de la família dels cricètids. Viu al Brasil, la Guaiana Francesa, Guyana, el Surinam i Veneçuela. El seu hàbitat natural són els boscos perennifolis humits. És una espècie en risc mínim, és a dir, no sembla que hi hagi cap amenaça significativa per a la seva supervivència. El seu nom específic, rex, significa ‘rei’ en llatí.